# Juli Seutuy
Juli Seutuy is een bestuurslaag in het regentschap Bireuen van de provincie Atjeh, Indonesië. Juli Seutuy telt 1136 inwoners (volkstelling 2010).